# رباط صليبي خلفي
الرباط الصليبي الخلفي (بالإنجليزية: Posterior cruciate ligament)‏ هو أحد الأربطة الأربعة التي تربط عظمتي القصبة والفخذ ووظيفته الأساسية هي منع حركة عظمة القصبة للخلف بالنسبة لعظمة القصبة.
الأسباب الشائعة لإصابات الرباط الصليبي الخلفي هي الضربات المباشرة على الركبة المثنية، مثلاً: ارتطام ركبة سائق سيارة بلوحة القيادة في حادث سير، أو السقوط الحاد على الركبة، كلتا الحالتين تؤديان إلى انزلاق عظمة القصبة خلف عظمة الفخذ.
فحص "دراور" [الإنجليزية] الخلفي هو أحد الفحوصات التي يستخدمها الأطباء وأخصائيّو العلاج الطبيعي للكشف عن إصابة الرباط الصليبي الخلفي.
يتم استعمال الجراحة لإصلاح الرباط الصليبي الخلفي بسبب موقعه والصعوبات التقنية في العلاج.
هناك فحص آخر لتشخيص إصابة الرباط الصليبي الخلفي وهو فحص الانحناء الخلفي, وخلافاً لفحص “دراور” الذي يتم فيه تطبيق أو استخدام قوة نشطة، «فحص الانحناء الخلفي» لا يستخدم القوة النشطة، فبدلاً من تلك القوة، يستلقي الشخص على ظهره ويقوم شخص آخر بثني ساق الأول فيصبح الحوض مثنياً بزاوية 90 درجة وأيضاً الركبة مثنية بزاوية 90 درجة. العامل المتغير في هذا الفحص هو «الخطوة المتقدمة»، وهي أقصر مسافة بين عظمة الفخذ والخط الافتراضي الذي يلامس سطح الساق عند الأحدوبة الظنبوبية. عادةً، الخطوة المتقدمة هي تقريباً 1 سم، ولكنها أحياناً تقل (الدرجة الأولى)، أو حتى تختفي (الدرجة الثانية)، أو تنعكس (الدرجة الثالثة) في إصابات الرباط الصليبي الخلفي.
المرضى الذين يشتبه بوجود إصابة في الرباط الصليبي الخلفي عندهم، ينبغي دائماً فحص إذا ما كان عندهم إصابات أخرى في الركبة، والتي كثيراً ما تحدث بالترافق مع إصابات الرباط الصليبي الخلفي. وهذه الإصابات في الركبة تشمل: الإصابات الغضروفية، كدمات العظام، إصابة الرباط الصليبي الأمامي، الكسور، الإصابات الخلفية-الجانبية [الإنجليزية]، والإصابات الجانبية للرباط.

## أعراض الإصابة
قطع الرباط الصليبي الخلفي يعتبر من الإصابات غير الشائعة وتحدث عادة نتيجة حدوث إصابة شديدة للجزء الأمامي من عظمة القصبة مثل ارتطام ركبة سائق السيارة بلوحة السيارة أثناء حوادث التصادم.
ويعاني المصاب بقطع الرباط الصليبي الخلفي من ألم شديد، تورم بالركبة وعدم القدرة على ثني أو فرد الركبة بالكامل.

## كيف تحدث إصابة الرباط الصليبي الخلفي

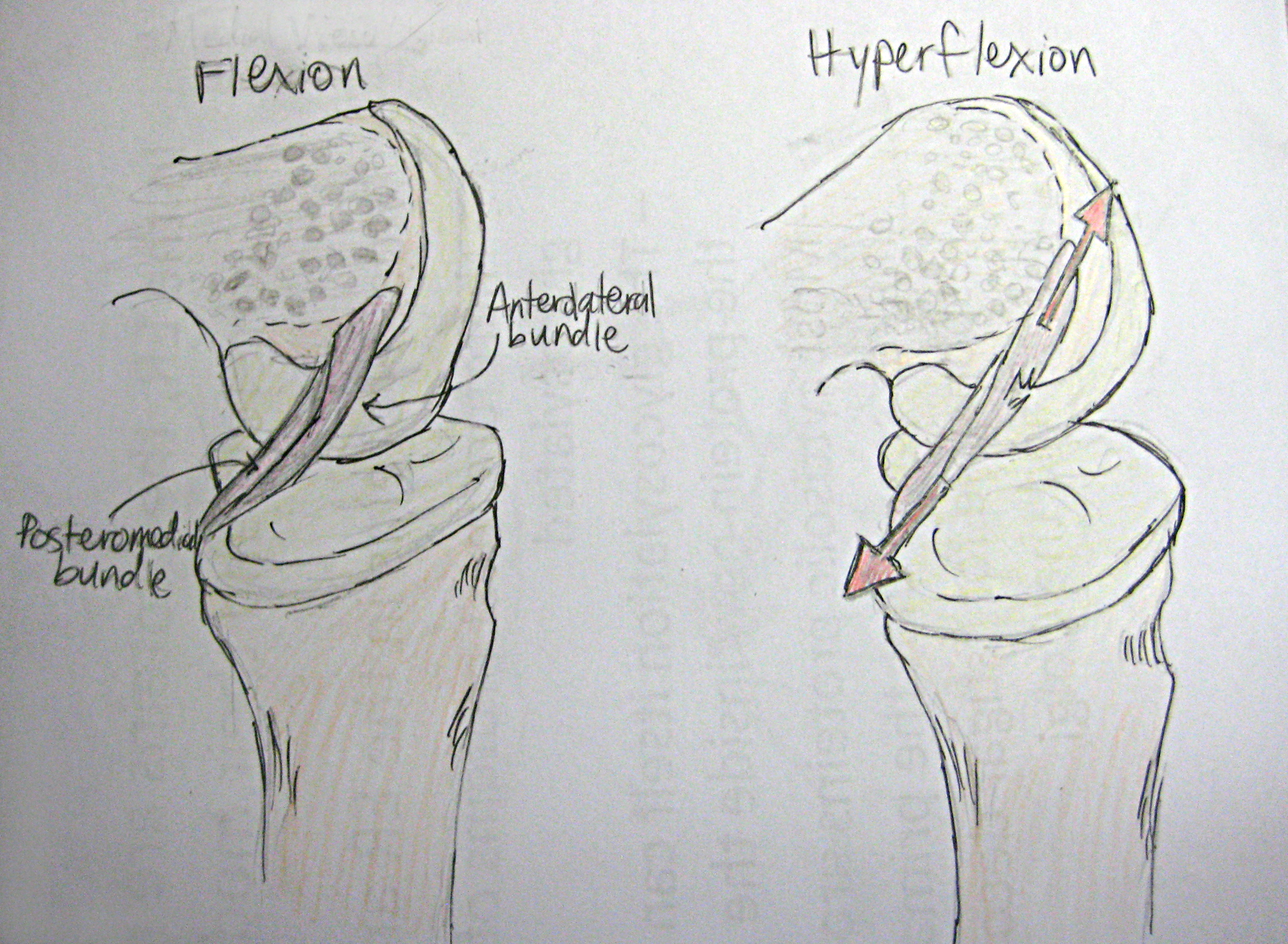
في هذه الصورة الجانبية من الجهة الداخلية لعظمة الفخذ من الجهة الداخلية للركبة المثنية، تم إزالة النتوء الجانبي لعظمة الفخذ وذلك للكشف عن تركيب الرباط الصليبي الخلفي. ولأن الحزمة الأمامية-الجانبية من الجهة الخارجية استطالت، والحزمة الخلفية-الداخلية استرخت أثناء انثناء الركبة، فإن الانحناء المفرط (hyperflexion) سيسبب إجهاد، يظهر باللون الأحمر في الصورة، على الحزمة الأمامية-الجانبية للرباط الصليبي الخلفي أثناء الشد، مما يؤدي إلى إصابة الرباط.

### الصلة التشريحية
لفهم كيفية حدوث إصابة الرباط الصليبي الخلفي، يجب معرفة الخصائص التشريحية والوظيفية للرباط. يقع الرباط الصليبي الخلفي ضمن مفصل الركبة والذي يشكّل مكان التقاء العظام المكونة للمفصل، لا سيما عظمتي الفخذ والقصبة أثناء الحركة. منشأ الرباط الصليبي الخلفي هو من الحافة الجانبية الخارجية للنتوء الداخلي لعظمة الفخذ، ومن سقف الثلم الموجود بين نتوء عظمة الفخذ، ثم يمتد الرباط آنذاك للجهة الخلفية ثم الجانبية الخارجية بالاتجاه الخلفي من عظمة القصبة أسفل سطح ارتباطها بالمفصل.

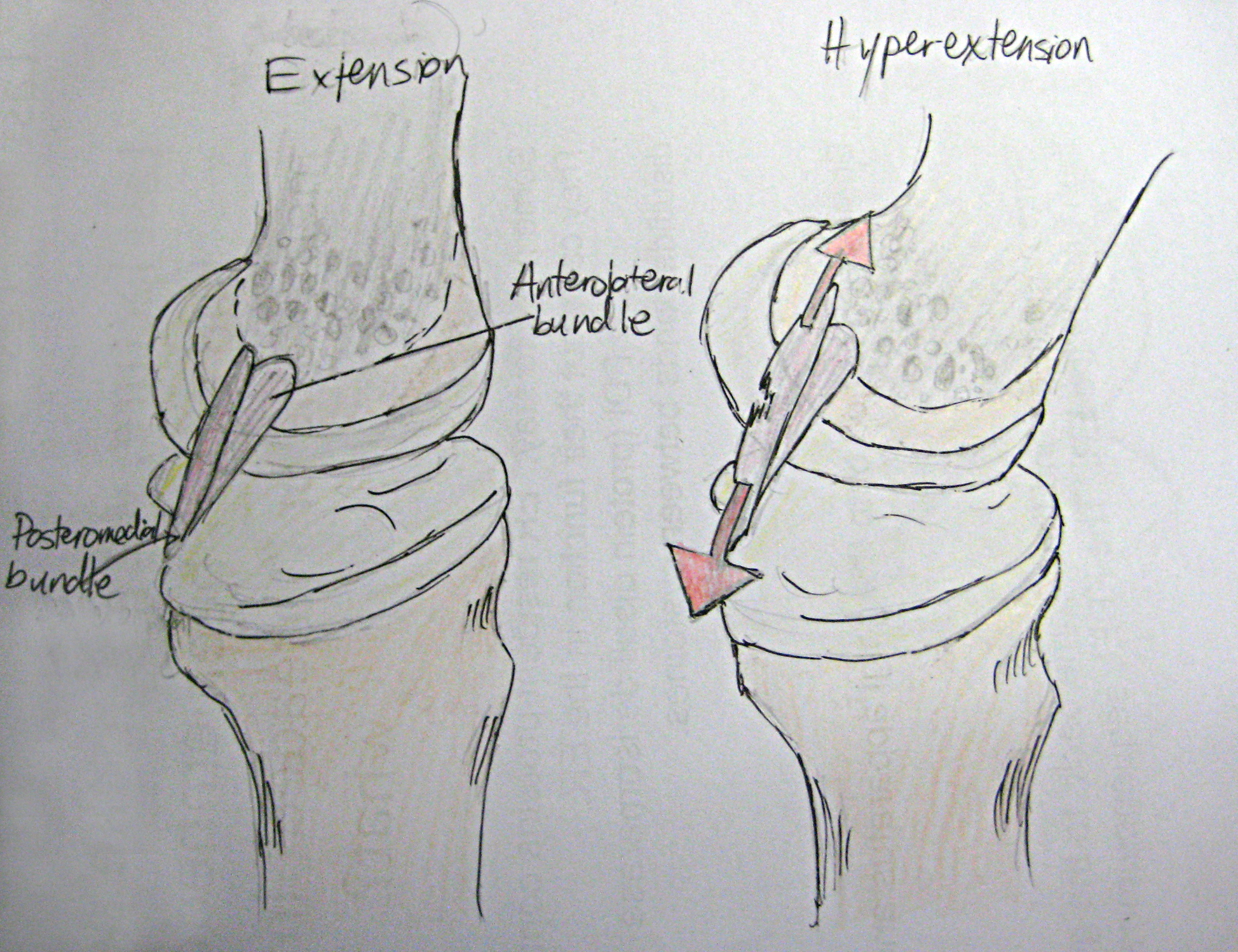
في هذه الصورة من الجهة الداخلية للركبة في حالة استرخائها، تمت إزالة النتوء الجانبي الخارجي لعظمة الفخذ للكشف عن تركيب الرباط الصليبي الخلفي.ولأن الحزمة الخلفية-الجانبية منقبضة، والحزمة الأمامية-الجانبية منبسطة أثناء الانثناء، سيسبب الانبساط المفرط على شكل (hyperextension) إجهاداً في الشد، يظهر باللون الأحمر في الصورة, في الحزمة الخلفية الداخلية من الرباط الصليبي الخلفي مما يؤدي إلى إصابته.

### الخصائص الوظيفية ذات الصلة
على الرغم من أنَّ الرباط الصليبي الخلفي هو وحدة واحدة، إلا أنه تم وصفه على مقطعين: أمامي-جانبي، وخلفي-داخلي، وهذا التقسيم قائم على موقع الارتباط والوظيفة لكل مقطع. أثناء حركة مفصل الركبة، يقوم الرباط الصليبي الخلفي بالاستدارة، s
حيث يتمدد المقطع الأمامي-الجانبي في حالة انثناء الركبة (ولايتمدد في حالة انبساطها). بينما المقطع الخلفي الداخلي يتمدد في حالة انبساط الركبة وليس في حالة انثنائها.

### الآليات والطرق التي تؤدي إلى إصابة الرباط الصليبي الخلفي
وظيفة الرباط الصليبي الخلفي هي الحيلولة دون حركة القصبة للجهة الخلفية ومنع إمالة أو إزاحة عظمة الرضفة. ومع ذلك فإن تراخي كل من المقطعين يجعل الرباط الخلفي عرضة للإصابة عند الثني الزائد أو الانبساط الزائد لمفصل الركبة.
ولأن الأربطة لزجة ومرنة؛ فإنها تكون قادرة على تحمل كميات أكبر من الإجهاد، وذلك فقط إذا كانت زيادة الكمية والضغط بشكل بطيء.
ولكن عند حدوث زيادة في الانثناء أو الانبساط بشكل مفرط ومفاجئ، مع وجود خاصيّة اللزوجة للأربطة، فإن الرباط الصليبي الخلفي يتشوه أو يتمزق. أما الآلية الثالثة وهي الأكثر شيوعاً، هي«إصابة لوحة القيادة»، فإن الركبة تحاول الإفلات للاتجاه الخلفي نحو الفراغ الموجود فوق عظمة القصبة أثناء انثناء الركبة. . وهذه الإصابات تحدث في حالة دوران عظمة القصبة للخارج بشكل مفرط، أو في حالة السقوط مع ضم الساق للداخل وانبساطها، والذي يشار له «بالضغط التقوسي- الانبساطي الزائد» على الساق، أو كما في حالة ثني الركبة.

## الوقاية

### إصابات الركبة
شائعة جداً بين الرياضيين والناس النشطين بانتظام، ويمكن دائماً الوقاية منها ومنعها. وتمثل حالة تمزق الأربطة أكثر من أربعين بالمائة (40%) من إصابات الركبة، ولكن إصابة الرباط الصليبي الخلفي [الإنجليزية] تحديداً تعتبر من واحدة من أقل الإصابات شيوعاً. وبالرغم من أنها الأقل شيوعاً، لا تزال هناك تدابير هامة يمكن اتخاذها من أجل منع هذا النوع من الإصابات في الركبة. مثلاً الحفاظ على ممارسة الأنشطة بالشكل الصحيح والتقنية الرياضية الصحيحة أمر بالغ الأهمية للوقاية من الإصابات، والتي تشمل عدم تجاوز قدرة الجسم وعدم تجاوز مدى الحركة [الإنجليزية] الصحيح للركبة، وأيضاً الإحماء والتهدئة قبل وبعد ممارسة الرياضات.

### العضلة رباعية الرؤوس (Quadriceps) وأوتار المأبض
هناك جانب آخر مهم للحفاظ على الركبة من الإصابات، وهو وجود العضلة رباعية الرؤوس القوية جداً ووجود أوتار المأبض، وهما يساعدان على تثبيت واستقرار مفصل الركبة. نسبة قليلة من أوتار المأبض تتأثر بإصابة الركبة، على عكس العضلة رباعية الرؤوس التي يتأثر جزء كبير منها قد يصل 80 بالمائة من حجمها بإصابة الركبة.
هناك بعض التمارين التي تقوي العضلة رباعية الرؤوس وعضلة المأبض، مثل تمارين رفع الساق، ثني الركبة للخلف مع حزمة الشد، وتمارين انبساط الركبة. وهناك أيضاً بعض التمددات التي تساعد على منع إصابة الرباط الصليبي الخلفي، مثل تمدد عضلة المأبض عن طريق بسط الساق ورفع أصابع الرجل للأعلى ثم مدها للأمام حتى يشعر الشخص بتمدد العضلة والبقاء في هده الوضعية لبضع ثوان.

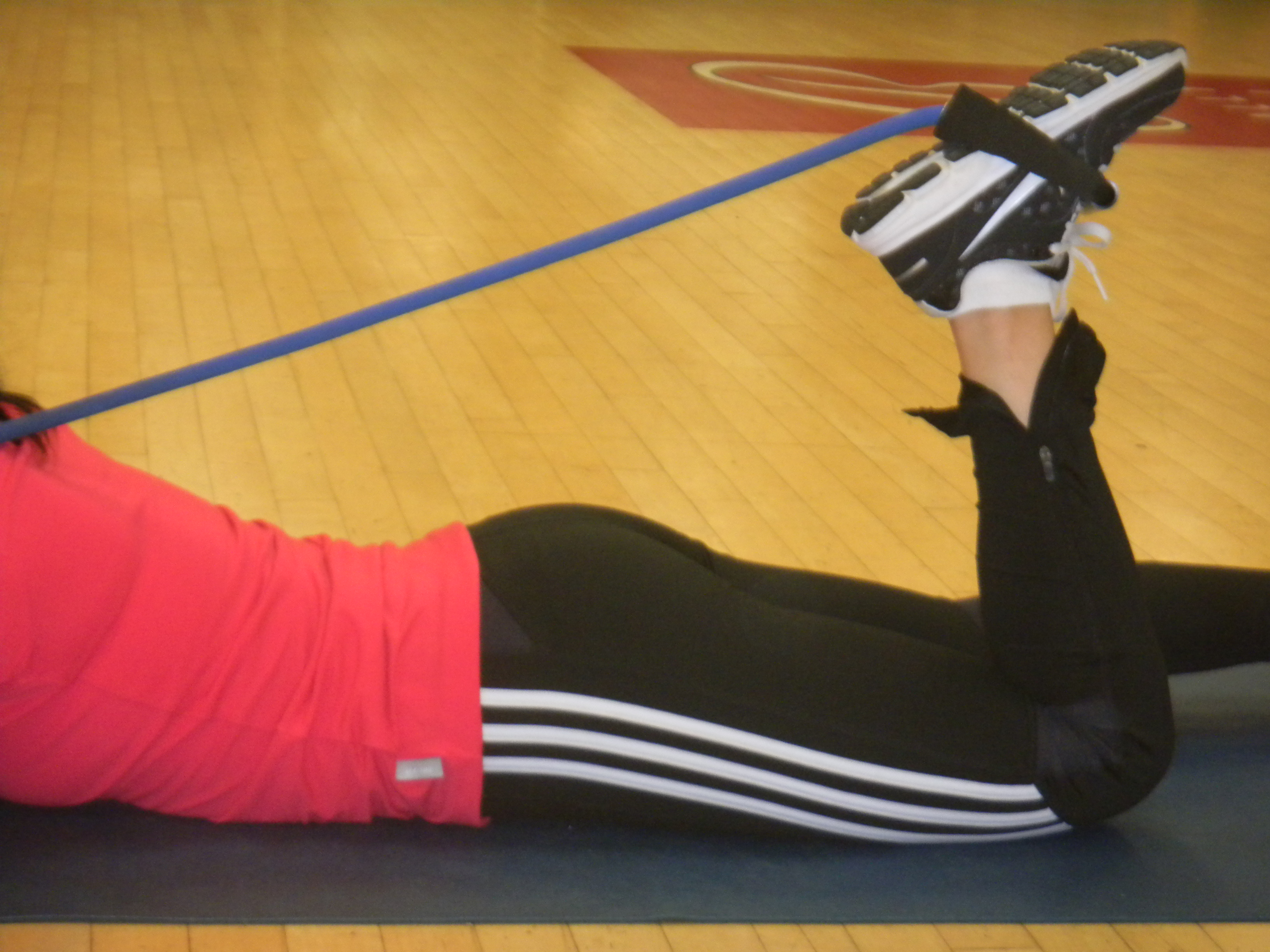
يظهر في الصورة تمرين لتقوية مفصل الركبة وأوتار المأبض عن طريق ثني الركبة للخلف، حيث يتم ثني الركبة بشكل كامل للخلف حتى المؤخرة، وتثبيتهافي هده الوضعية لمدة 10 ثوان، ثم إعادتها إلى وضعها الأصلي، وإعادة التمرين.

### التّمارين
بالإضافة للتمرين السابق، فقد تم اعتماد تمارين التوازن لأنه ثبت أن الأشخاص ذوي التوازن الضعيف هم أكثر عرضة لإصابات الركبة من الأشخاص ذوي التوازن الجيد. ومن الأدوات الرياضية الشائعة: لوحات التوازن، والكرات المطاطية، والتي تستعمل لتحقيق التوازن والمساعدة على منع إصابات الركبة، طالما يتم استخدام هذه الأدوات بالشكل الصحيح ومع الأشخاص المدربين. وهناك إجراء وقائي آخر، وهو ارتداء أشرطة وقائية حول الركبة للمساعدة في استقرار المفصل وحمايته من الإصابة وخصوصاً خلال الرياضات التي تتطلب ذلك مثل كرة القدم.

## التشخيص
قد يكفى الكشف على المريض لتشخيص الإصابة حيث يمكن دفع عظمة القصبة للخلف بالنسبة لعظمة الفخذ.
و في بعض الحالات يتم اللجوء لعمل رنين مغناطيسي للتأكد من التشخيص والتأكد من عدم وجود إصابات أخرى بالركبة مثل قطع الغضاريف الهلالية.
يتم علاج هذه الإصابة عادةً دون جراحة، ولا سيما إذا كان القطع جزئي، أو كان هناك خشونة بمفصل الركبة، وفي هذه الحالة يقوم المريض بتقوية العضلات المحيطة بالركبة لتعويض قطع الرباط. وقد يتم علاج القطع جراحياً بعمل ترقيع للرباط الصليبي الخلفي إذا كان القطع كاملا، وعادة يتم إجراء الجراحة بعد عدة أسابيع من الإصابة؛ وذلك من أجل السماح بتقليل التورم والتأكد من عودة مجال الحركة الطبيعي لمفصل الركبة.
يتم استخدام إجراء يسمّى «إعادة التشكيل أو الاعمار» لاستبدال الرباط الصليبي الخلفي الممزق بآخر جديد، ويتم ذلك عادةً عن طريق سحب وتر من أوتار المأبض أو العرقوب من جثة بديلة. يتم إجراء تنظير للمفصل باستخدام«منظار المفاصل» الذي يسمح بتقييم مفصل الركبة بالكامل، بما في ذلك صابونة الركبة (الرضفة)، والأسطح الغضروفية، والغضروف المفصلي، والأربطة الصليبية (الأمامي والخلفي)، والبطانة الداخلية للمفصل. من ثم يتم تثبيت الرباط الجديد بعظم الفخذ وبأسفل الساق عن طريق مسامير ليستقر في مكانه.

## العلاج
يتم علاج هذه الإصابة عادة بدون جراحة ولا سيما إذا كان القطع جزئي أو كان هناك خشونة بمفصل الركبة وفي هذه الحالة يقوم المريض بتقوية العضلات المحيطة بالركبة لتعويض قطع الرباط.
و قد يتم علاج القطع جراحيا بعمل ترقيع للرباط الصليبي الخلفي إذا كان القطع كاملا وكان هناك أحد العوامل التالية: إذا كان هناك قطع آخر في أحد الأربطة الأربعة للركبة
إذا كان هناك قطع بالغضروف الهلالي يحتاج لتدخل جراحي
إذا كان المريض يريد العودة لممارسة رياضة عنيفة
إذا كان هناك عدم ثبات (خيانة) متكررة بالركبة........إجراء عملية الرباط

### درجات الإصابة

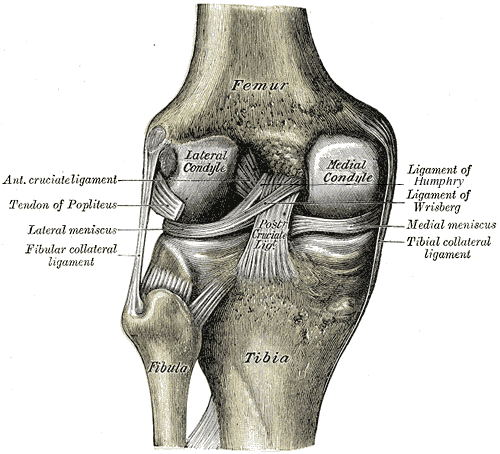
يظهر في الصورة الرباط الصليبي الخلفي والذي يقع ضمن مفصل الركبة.

يقع الرباط الصليبي الخلفي ضمن مفصل الركبة، والأربطة هي: حزم قوية من الأنسجة التي تربط العظام. وعلى غرار الرباط الصليبي الأمامي فإن الرباط الصليبي الخلفي أيضاً يربط بين عظم الفخذ والقصبة.
هناك أربع درجات مختلفة يصنفها الأطباء لإصابات الرباط الصليبي الخلفي:
الدرجة الأولى: حدوث تمزق خفيف وبسيط للرباط الصليبي الخلفي.
الدرجة الثانية: الحد الأدنى من التمزق للرباط ويصبح فضفاضاً.
الدرجة الثالثة: تمزق كامل للرباط الصليبي الخلفي، ويمكن اعتبار أن الركبة في هذه الحالة أصبحت غير مستقرة.
الدرجة الرابعة: تلف الرباط الصليبي الخلفي بالترافق مع تلف رباط آخر موجود في الركبة (أي الرباط الصليبي الأمامي على سبيل المثال)
ومع درجات الإصابة هذه فإن هناك علاجات مختلفة متاحة لهذه الحالات.

### خيارات إعادة التأهيل
من الممكن لإصابة الرباط الصليبي الخلفي أن تشفى من تلقاء نفسها دون الحاجة إلى الجراحة عندما تكون من الدرجة الأولى أو الثانية. أما إصابات الرباط الصليبي الخلفي من الدرجة الأولى فيمكن التقليل من مدة شفائها عن طريق أداء تمارين تأهيلية معينة.
فيرنانديز وبف (2012)، اللذان تابعا تشخيص إصابة الرباط الصليبي الخلفي من الدرجة الثانية، وَجَدا علاجاً متعدد الطرق يمتد إلى ثمانية أسابيع، وهو عبارة عن معالجة العمود الفقري وتقويمه في منطقة الفقرات القطنية والحوضية، والعلاج الطبيعي، وتنفيذ برامج التمارين الرياضية التي تساعد في تقلّص العضلات اللامركزية (مثل وضعية الاندفاع، جلوس القرفصاء، استقرار الجذع)، والذي ثبت أنه وسيلة فعّالة للتّعافي من الإصابة.
أما بالنسبة للإصابة من الدرجة الثالثة والرابعة، فإنها تتطلب جراحة مفتوحة، زراعة الأربطة عن طريق الجراحة والترقيع هي الأسلوب المتبع لعلاج هذه الدرجات من الإصابة. بالإضافة لزراعة الأربطة، فإن هناك أساليب أخرى للعلاج مثل حشوة عظمة القصبة، أو عملية النفق.

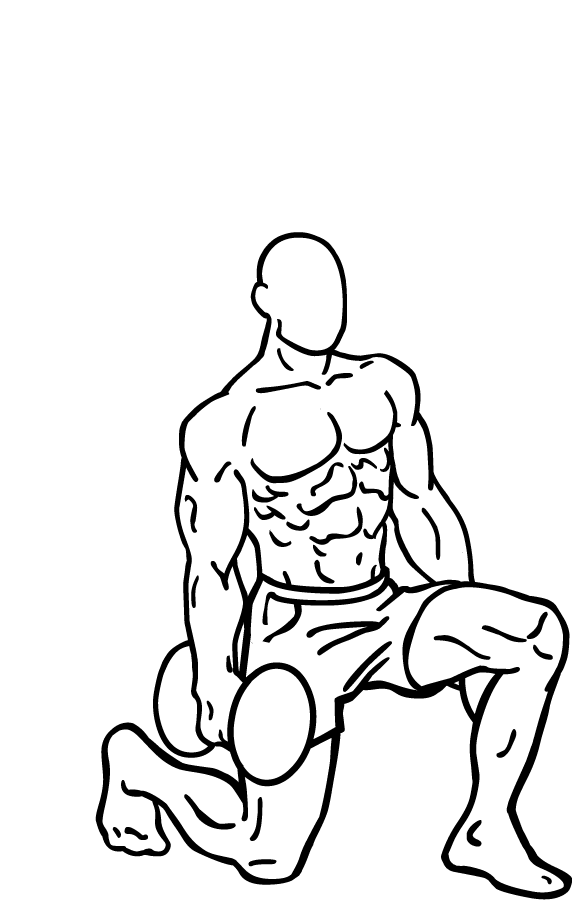
هذه الصورة تعرض تمرين رياضي يسمى "الاندفاع (lunges)" يستعمل لعلاج وتقوية إصابات الرباط الصليبي الخلفي.

## علم الأوبئة

### نسبة عدد إصابات الرباط الصليبي الخلفي إلى إصابات الركبة الأخرى
تمثل إصابات الرباط الصليبي الخلفي فقط 1.5 بالمائة من مجمل إصابات الركبة. أما في حالة إذا كانت إصابة الرباط الصليبي الخلفي وحيدة وتحتاج لجراحة، فإن النسبة هي 1.1 بالمائة بالمقارنة مع العمليات الجراحية الأخرى للأربطة الصليبية. ولكن إذا كان هناك إصابات عديدة في الركبة، فإن الرباط الصليبي الخلفي يشكل 1.2 بالمائة من الإصابات.

### إحصاءات عامة
عام 2010 تم عمل إحصاء لإصابات الرباط الصليبي الخلفي، فوجد الباحثون بين 463 مريضاً لديهم إصابات في الرباط الصليبي الخلفي أن الفئة العمرية 18-44 كانت الأكثر عرضة للإصابات حسب الإحصاءات المسجلة. هناك سبب واحد لكون هذه الفئة العمرية أكثر عرضة للإصابات وهو أن الأشخاص في هذه الأعمار يكونون أكثر نشاطاً وحركة وممارسة للرياضة. والرجال خصوصاً سجلوا عدد إصابات أعلى نسبياً.

### ضرورة إجراء العمليات الجراحية
من الممكن اللجوء للجراحة لمعالجة إصابات الرباط الصليبي الخلفي من الدرجة الثالثة التي يترافق معها أكثر من 10 ملم إزاحة الرباط للخلف عند عمل اختبار” دراور".
المرضى الذين لا يجدون تحسناً في استقرار الرباط أثناء العلاج الطبيعي، أو يحدث لهم زيادة في الألم بشكل أكثر من السابق، فإنهم بحاجة لعملية جراحية.

## معرض صور

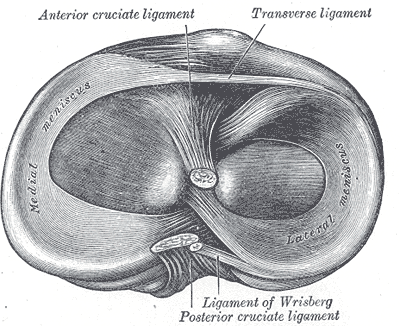
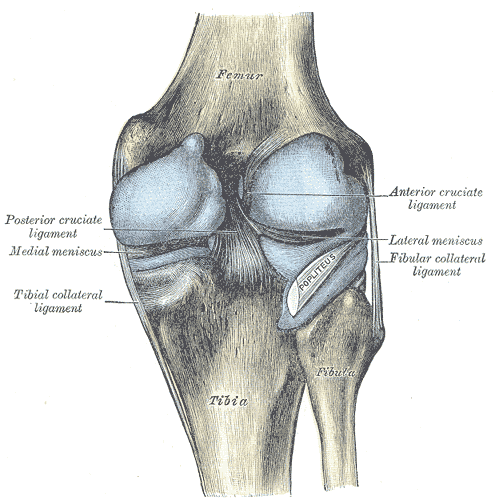
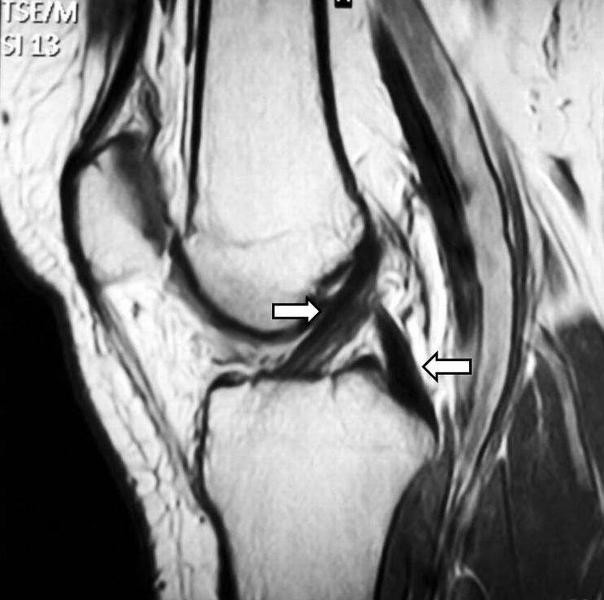
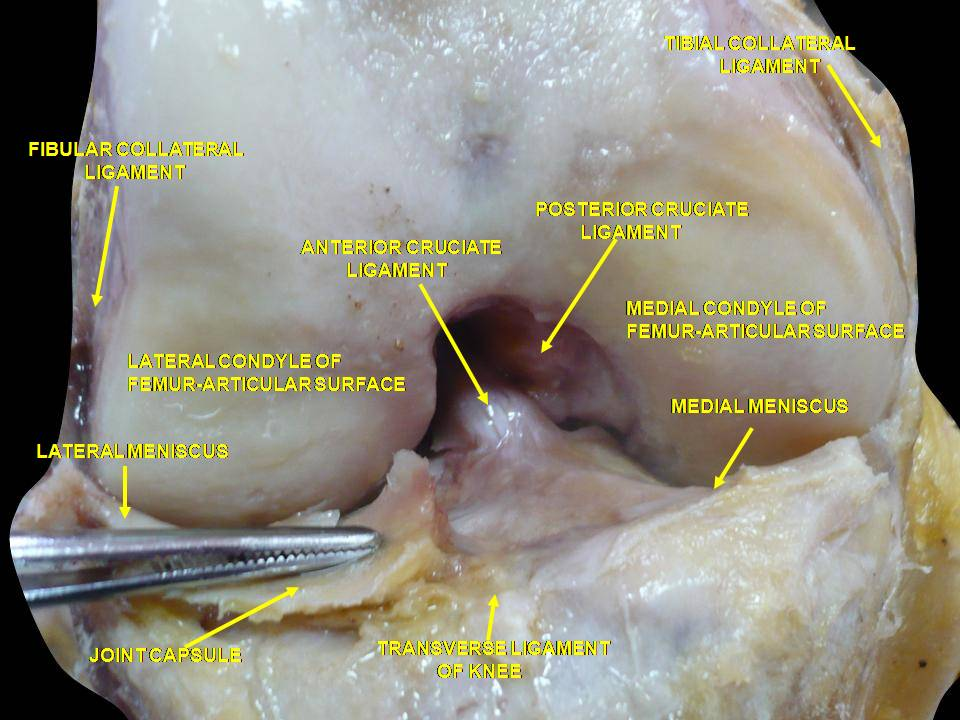
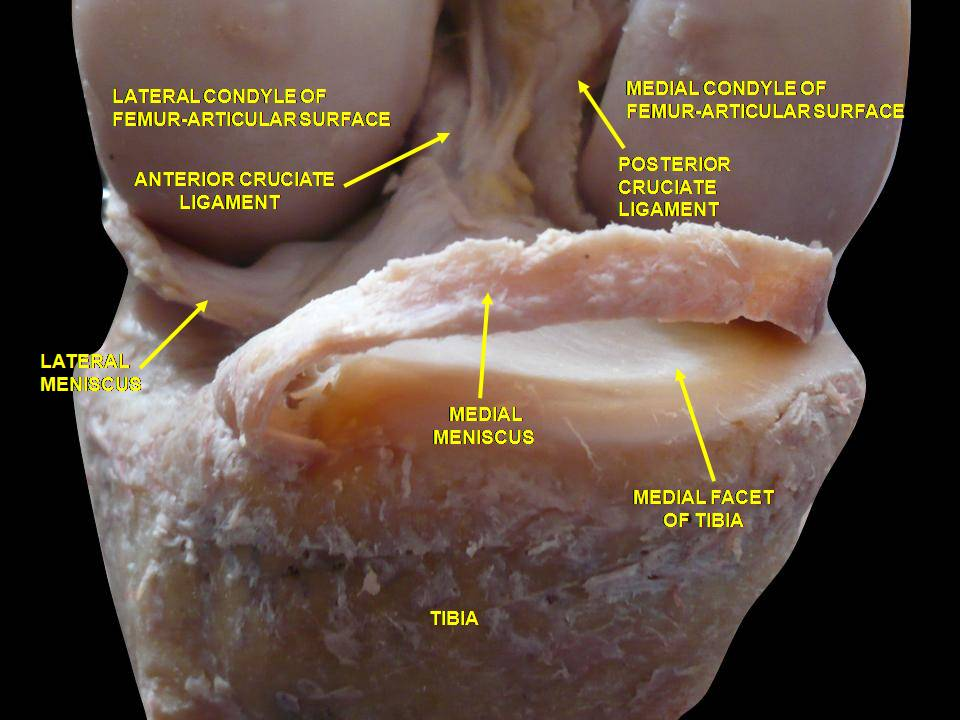